# Arthrosphaera attemsi
Arthrosphaera attemsi är en mångfotingart som beskrevs av Jeekel 200. Arthrosphaera attemsi ingår i släktet Arthrosphaera och familjen Sphaerotheriidae. Inga underarter finns listade i Catalogue of Life.